# Diplacus rupicola
Diplacus rupicola är en gyckelblomsväxtart som först beskrevs av Frederick Vernon Coville och A.L.Grant, och fick sitt nu gällande namn av Guy L. Nesom och N.S.Fraga. Diplacus rupicola ingår i släktet Diplacus och familjen gyckelblomsväxter. Inga underarter finns listade i Catalogue of Life.